# Coupe d'Océanie des vainqueurs de coupe de football
La Coupe d'Océanie des vainqueurs de coupe est une ancienne compétition océanienne de football réunissant les vainqueurs de coupe de chaque pays océanien. La première édition n'oppose que deux clubs, le Sydney City Soccer Club vainqueur de la Coupe d'Australie de football et le North Shore United AFC vainqueur de la Coupe de Nouvelle-Zélande de football. Le club australien remporte cette compétition qui ne connaît pas d'autre édition.

## Palmarès
1987 :  Sydney City Soccer Club

### Feuille de match
| 8 mars 1987 | Sydney City Soccer Club  | 2 – 0 | North Shore United AFC | Fuji Film Stadium, Auckland |                     |
|             | Saad 29e · McCulloch 39e |       |                        | Spectateurs : 1 000         | Spectateurs : 1 000 |